# Lophornis
Lophornis é um género de beija-flor da família Trochilidae.
- Lophornis adorabilis Salvin, 1870 - topetinho-branco, colibri-de-crista-branca
- Lophornis brachylophus Moore, 1949 - topetinho-de-guerrero, colibri-de-guerrero
- Lophornis chalybeus (Temminck, 1821) - topetinho-verde, fufinho-verde, colibri-de-leque-verde-oriental
- Lophornis delattrei (Lesson, 1839) - topetinho-ruivo, colibri-de-crista-ruiva
- Lophornis gouldii (Lesson, 1832) - topetinho-do-brasil-central, topetinho-de-leque-pontilhado, colibri-de-leque-pintalgado
- Lophornis helenae (Delattre, 1843) - topetinho-preto, colibri-de-crista-preta
- Lophornis magnificus (Vieillot, 1817) - topetinho-vermelho, beija-flor-de-coleira, beija-flor-magnífico, beija-flor-topetinho-vermelho, colibri-de-leque-barrado
- Lophornis pavoninus Salvin e Godman, 1882 - topetinho-pavão, colibri-pavão
- Lophornis stictolophus Salvin e Elliot, 1873 -  topetinho-de-lantejoulas, rabo-de-espinho-de-barriga-preta, colibri-de-crista-pintada
- Lophornis ornatus (Boddaert, 1783) - beija-flor-de-leque-canela, tufinho-vermelho, colibri-de-leque-canela